# 決着!歴史ミステリー
決着!歴史ミステリー（けっちゃく!れきしミステリー）は、2009年4月16日から同年8月27日までテレビ東京系列で、毎週木曜日の21:00 - 21:54（JST）に放送されていたバラエティ番組である。
初回は1時間拡大・前倒しして、19:57から放送した。

## 番組概要
前番組『新説!?日本ミステリー』で取材した内容を元に、“あなたの投票が歴史を変える!”と称して、複数ある説を視聴者の電話投票によって決めようとするもの。
2006年12月から2008年3月まで前身のスペシャル番組『新説!?みのもんたの日本ミステリー!〜失われた真実に迫る〜』が放送されていた。2008年4月より『新説!?日本ミステリー』に改題し、レギュラー放送化された。
2009年4月より、火曜19-20時枠で2時間特番枠『火曜エンタテイメント!』が開始されることにより、長らく『木曜洋画劇場』が放送されていた木曜21時枠に移動し、『決着!歴史ミステリー』に改題・形式変更して後継された。

## 出演者

### 司会
- 青龍（声：松方弘樹）
- 白虎（声：ゴルゴ松本(TIM)）

### ナレーション
- 小林清志
- 杉本るみ
- 遠近孝一
- 大江麻理子（テレビ東京アナウンサー）
- 滝井礼乃（テレビ東京アナウンサー）
- 松丸友紀（テレビ東京アナウンサー）
- 相内優香（テレビ東京アナウンサー）
- 倉野麻里（テレビ東京アナウンサー）

### リポーター
- 繁田美貴（テレビ東京アナウンサー） - 第8回
- 相内優香（テレビ東京アナウンサー） - 第8回
- ゴルゴ松本（TIM） - 第12回
- 大江麻理子（テレビ東京アナウンサー） - 第12回

### その他
イメージ映像部分の役者
- 當島未来 - 第1回で春日局役
- レッド吉田（TIM） - 第13回でお父さん役

VTRで見解を述べた者
- 山本博文
- 上野正彦
- 田宮榮一
- 榎本秋
- 安藤優一郎
- 尾木直樹
- 松村劭
- 塚本学
- 加来耕三
- 作田明
- 今谷明
- 篠田達明

ほか

## 放送リスト
※（括弧）内は視聴者投票結果の割合。
- 第1回　SP （2009年4月16日）

01 - 大奥をつくった女帝春日局はなぜ将軍の乳母になれた!?
親のコネだった!?（18%）
家康の愛人だった!?（23%）- 根拠：良知家史料
天海の策略だった!?（24%）
家光の実母だった!?（35%）- 根拠：稲葉家御家系典
02 - 豊臣秀吉の死因は病死か?暗殺か?
病死だった!?（41%）
暗殺された!?（59%） - 根拠：利家キリシタン説（本行寺）、燃藜室記述
- 第2回 （2009年4月23日）

03 - 戦国時代の謎　本能寺の変の黒幕は誰なのか?
明智光秀の単独犯(16%)
豊臣秀吉の策略(29%)
信長の妻・濃姫の愛憎(15%) - 根拠：泰厳相公縁会名簿
朝廷の陰謀(40%) - 根拠：西山本門寺、晴豊記
- 第3回 （2009年5月7日）

04 - 吉宗の将軍就任を仕掛けた女は誰か?
大奥の女帝の陰謀(44%)
母親の暴走した愛(56%)
- 第4回 （2009年5月21日）

05 - 篤姫と家定に愛はあったのか?
偽りの愛だった(44%)
愛し合っていた(56%)
- 第5回 （2009年5月28日）

06 - なぜ真田幸村は死ぬとわかっていながら突撃したのか?
家康がどうしても許せなかった(52%)
家族への深い愛(48%)
- 第6回 （2009年6月4日）

07 - 生類憐みの令は悪法か?いい法律か?
悪法だった!(75%)
いい法律だった!(25%)
- 第7回 （2009年6月11日）

08 - 愛と義の武将・直江兼続　なぜ直江家は兼続の代で断絶したのか?
愛と義にアツすぎたから!?(68%)
権力を持ちすぎたから!?(32%)
- 第8回　SP　（2009年7月2日）

09 - なぜ鼠小僧は盗んだ金を庶民に配ったのか?
武家社会への反発(55%)
捕まらないようにするため(45%)
- 第9回 （2009年7月9日）

10 - 戦国時代にもあった男と女のドラマ　ベストカップルは?
魔王信長　唯一人愛した女性(50%)
百万石大名　夫の才能を伸ばした敏腕妻(37%)
隠れた名将　戦国一の肝っ玉妻(13%)
- 第10回 （2009年7月16日）

11 - なぜ秀吉の妻・おねは関ヶ原の戦いで家康に味方したのか?
実家を守るためだった(62%)
家康にだまされ利用された(38%)
- 第11回　SP （2009年7月30日）

12 - 八百屋お七はなぜ火あぶりになるとわかっていながら放火をしたのか?
悪いヤツに利用された!?(67%)
お七は・・・放火魔だった!?(33%)
13 - 独眼竜・伊達政宗はなぜ父親を殺したのか?
権力を手に入れるためだった!?(18%)
お家の存続のためだった!?(82%)
- 第12回　SP （2009年8月13日）

14 - 吉継はなぜ負けると思っていながら三成に味方したのか?
吉継は豊臣秀吉の子供だった(28%)
吉継は死期を悟っていた(72%)
- 第13回　SP （2009年8月27日）

15 - もしも織田信長が"本能寺の変"を生き延びていたら?
世界に進出していた!?(42%)
やはり天下統一の前に死んでいた!?(58%)
16 - 長宗我部元親と山内一豊　どちらの生き方が日本を救う!?
南海の英雄　長宗我部元親(44%)
日本一の忠義者　山内一豊(56%)

## スタッフ
- 構成：川原慶太郎、遠藤昇輝
- リサーチ：ニューズクリエイトほか
- ロケ技術：マリポーサカンパニー、パワービジョン
- 美術：テレビ東京アート
- VTR編集：米沼元之（テクノマックスビデオセンター）
- MA：大矢研二（テクノマックスビデオセンター）
- CG：MIL
- 音効：柳澤三重子（サウンドエッグノッグ）
- 編成：走尾奈美絵（テレビ東京）
- 番宣：大橋朋子（テレビ東京）
- デスク：大山比桃美（テレビ東京）
- 演出補：【週替り】田中晋也（テレビ東京）、石山恵ほか
- ディレクター：【週替り】清水友也ほか
- 演出：【週替り】原田和幸ほか
- 総合演出：岡田英吉（テレビ東京）
- プロデューサー：牛原隆一（テレビ東京）／【週替り】山下慎一郎、黒田章博
- チーフプロデューサー：櫻井卓也（テレビ東京）
- 制作協力：メディア・バスターズ、テレビジョンフィールド
- 製作著作：テレビ東京